# داد كلارك
داد كلارك (بالإنجليزية: Dad Clarke)‏ هو لاعب كرة قاعدة أمريكي، ولد في 7 يناير 1865 في أوسويغو في الولايات المتحدة، وتوفي في 3 يونيو 1911 في لورين في الولايات المتحدة.

## وصلات خارجية
- داد كلارك على موقعبيزبول رفرنس.كوم (الدوري الرئيسي) (الإنجليزية)
- داد كلارك على موقعبيزبول رفرنس.كوم (الدوري الثانوي) (الإنجليزية)